# Bethlen Farkas (politikus)
bethleni gróf Bethlen Farkas (Nagyszeben, 1813 – Pest, 1870. január 22.) országgyűlési képviselő.

## Élete
Gróf Bethlen Pál és bróf Bethlen Lujza fia volt. A nagyapai háznál 1824-ig Csöreghy Ferenc volt nevelője. 1825-től a kolozsvári református kollégiumban folytatta gimnáziumi tanulmányait; az 1834. évi országgyűlés alatt a szabadelvű ifjúság élén állt. 1836-ban miután befejezte jogi tanulmányait, rövid ideig a marosvásárhelyi királyi táblánál írnokoskodott és 1837-ben ebben a minőségében volt jelen a szebeni országgyűlési ifjúság soraiban.
1839-ben nőül vette gróf Teleki Rózát és Bonyhán, Küküllő megyei birtokán telepedett le; részt vett a megyei politikai küzdelmeiben, s a Szabadelvű Párt legtüzesebb harcosai közé tartozott. Szenvedélyesen foglalkozott a gyümölcstermesztéssel és egyike lett Erdély legkitűnőbb pomológusainak.
Bethlen mint megyéjének egyik követe, az erdélyi országgyűléseken jelent meg először 1841-ben, majd 1846-ban és a szabadelvű kisebbséghez tartott, amely küzdött a kornak meg nem felelő úrbéri törvény ellen. Az 1848. évi országgyűlésen  Küküllő vármegye követeként részt vett az unió kimondásában. Az unió után az erdélyi részek postaügyi főigazgatójává nevezték ki. A szabadságharc legyőzetése után perbe fogták, de szabad lábon védelmezhette magát Pesten és 1850-ben hazaengedték, azonban rendőri felügyelet alatt kellett élnie bonyhádi birtokán. Ezeket az éveket otthon gazdaságának és tanulmányainak élve, teljes visszavonultságban töltötte. Figyelmét leginkább a nemzetgazdaságra, pénzügyekre és statisztikára fordította. 1861-ben az ideiglenes kormány Küküllő megye főispáni székébe ültette, de a csakhamar bekövetkezett alkotmánytalan időben ismét visszavonult.
Az 1865–1868. évi országgyűlésre a megye felső kerülete képviselőjéül választotta; ugyanezt helyet foglalta el a következő országgyűlésen is. Hasznos tagja volt az állandó pénzügyi bizottságnak és mint szónok is hírnevet szerzett. Emlékezetesnek tartották azt a beszédét is, amelyet 1848-ban Dicsőszentmártonban választói előtt tartott. Nagy hatású volt az Erdélyi Múzeum megnyitó gyűlésén 1859 novemberében rögtönzött beszéde is.

## Munkái
- Szőlőművelés és borászat körüli tapasztalások. Pest, 1868
- Cikkei: Adatok Erdély viszonyairól, különös tekintettel az adozási rendszerre és Erdély közlekedési eszközeiről a Statisztikai és Nemzetgazdasági Közleményekben (IV., 1868) jelentek meg.